# エドゥアール・セガン
エドゥワール・セガン(Édouard Séguin、1812年1月20日 - 1880年10月28日)は、フランス、ニエーヴル県のクラメシーで、地方医師の子として生まれる。フランスの医師で、教育者。彼は、フランスとアメリカ合衆国で認知障害のある子どもたちの研究をしたことで知られている。アメリカに移住したので、名前はエドワードとも表記されることがある。

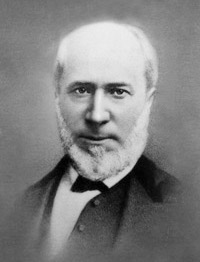

## フランスでの背景と経歴
彼はオセールのコレージュ、ジャック・アミヨ校に通い、その後パリのリセ・サン＝ルイ校で学び、パリ大学法学部に進んだ。そして1837年からはジャン・イタールに師事し、彼のもとで働いた。イタールは、ろうあ者の教育の専門家で、その患者の中には「アヴェロンの野生児」の名で知られている有名なケースも含まれている。セガンに知的障害者の訓練と同様その原因の研究に打ち込むように勧めたのは、イタールである。若い頃、セガンは空想的社会主義者のアンリ・ド・サン＝シモンの考えにも影響を受けていた。
1840年頃、彼は知的障害のある子どもの教育を専門とする最初の私立学校をパリに設立した。1846年に、彼は"Traitement Moral、Hygiène、et Education des Idiots"（知的障害児、及びその他の障害児の道徳的な扱い、衛生、教育 ）を出版した。この著作は、知的障害児の特別なニーズを論じた最も初期の体系的な教科書であると考えられている。

## アメリカ合衆国での業績
1848年革命の後、セガンはアメリカ合衆国へ移住する。彼は、アメリカで打ち立てられた独自の教育モデルを持つさまざまな学校を訪問し、その組織化を支援した後、クリーヴランドに定住し、後にオハイオ州ポーツマスに定住した。
のちにニューヨーク州に居を移し、1860年、ニューヨーク州のマウント・バーノンで診療行為を始める。1861年、ニューヨーク市立大学から医学博士号を取得。1863年、ニューヨーク市に移り、そこでランドールズ島の精神障害児の治療改善の仕事を始めた。アメリカ合衆国で彼は、様々な町で精神的な障害を持った子どものための学校を数多く立ち上げてきた。
1866年に彼は「白痴(Idiocy)：そして生理学的方法によるその治療」(邦訳『初稿知的障害教育論　白痴の衛生と教育』幻戯書房　2016年)を発表した。これは彼がニューヨーク市の「セガン生理学学校」で使用された方法を解説したものである。セガンの学校で使用されたプログラムは、身体的および知的作業の組み合わせを与えることによって、知的障害者の自立と自立を発展させることの重要性を強調したものである。
エドゥアール・セガンは、後に米国精神遅滞協会として知られる組織である「米国知的障害者協会の医療官協会」の初代会長に就任した。知的障害のある個人との彼の仕事は、イタリアの教育者マリア・モンテッソーリに大きなインスピレーションを与えた。
1870年代に、セギンは温度測定の分野で3つの著作、すなわちThermomètresphysiologiques（Paris、1873）; Tableauxdethermométriemathématique（1873）; および「体温計と人間の体温」（ニューヨーク、1876年）を発表した。これは、1866年以来彼が取り組んできた分野である。彼はまた、ゼロが健康の標準温度である特別な「生理学的温度計」を考案した。さらに、「セガンの信号」として知られる医学的症状は彼にちなんで名付けられ、てんかん発作前の不随意の筋肉収縮として説明されている。

## 著作
- Séguin, Édouard (1846). Traitement Moral, Hygiène et éducation des idiots et des autres enfants arriérés .... Paris: Baillière
- Séguin, Édouard (1866). Idiocy: and its Treatment by the Physiological Method. New York: W. Wood & Co.
- Séguin, Édouard (1870). New Facts and Remarks Concerning Idiocy: Being a Lecture Delivered before the New York Medical Journal Association, October 15, 1869. New York: Wood
- Séguin, Édouard (1871). Medical Thermometry, and Human Temperature. New York
- Séguin, Édouard (1875). Report on Education. Washington: Government Printing Office
- Séguin, Édouard (1879). Psycho-physiological Training of the Idiotic Hand. New York: G.P. Putnam's Sons

- E.M.イタール, E.O.セガン『イタール・セガン教育論 (世界教育学選集 (100))』明治図書　1983年